# Eltringham
Eltringham är en ort i civil parish Prudhoe, i grevskapet Northumberland i England. Orten är belägen 26 km från Morpeth. Eltringham var en civil parish 1866–1974 när det uppgick i Prudhoe. Civil parish hade 324 invånare år 1951.